# Al Murgub (distrikt)
Al Murgub (arabiska: المرقب) är ett av Libyens tjugotvå distrikt (shabiyah). Den administrativa huvudorten är Al Khums. Distriktet gränsar mot Medelhavet och distrikten Misratah, Al Jabal al Gharbi och Tarabulus.
Världsarvet Leptis Magna ligger i provinsen.